# 奈良交通南紀営業所

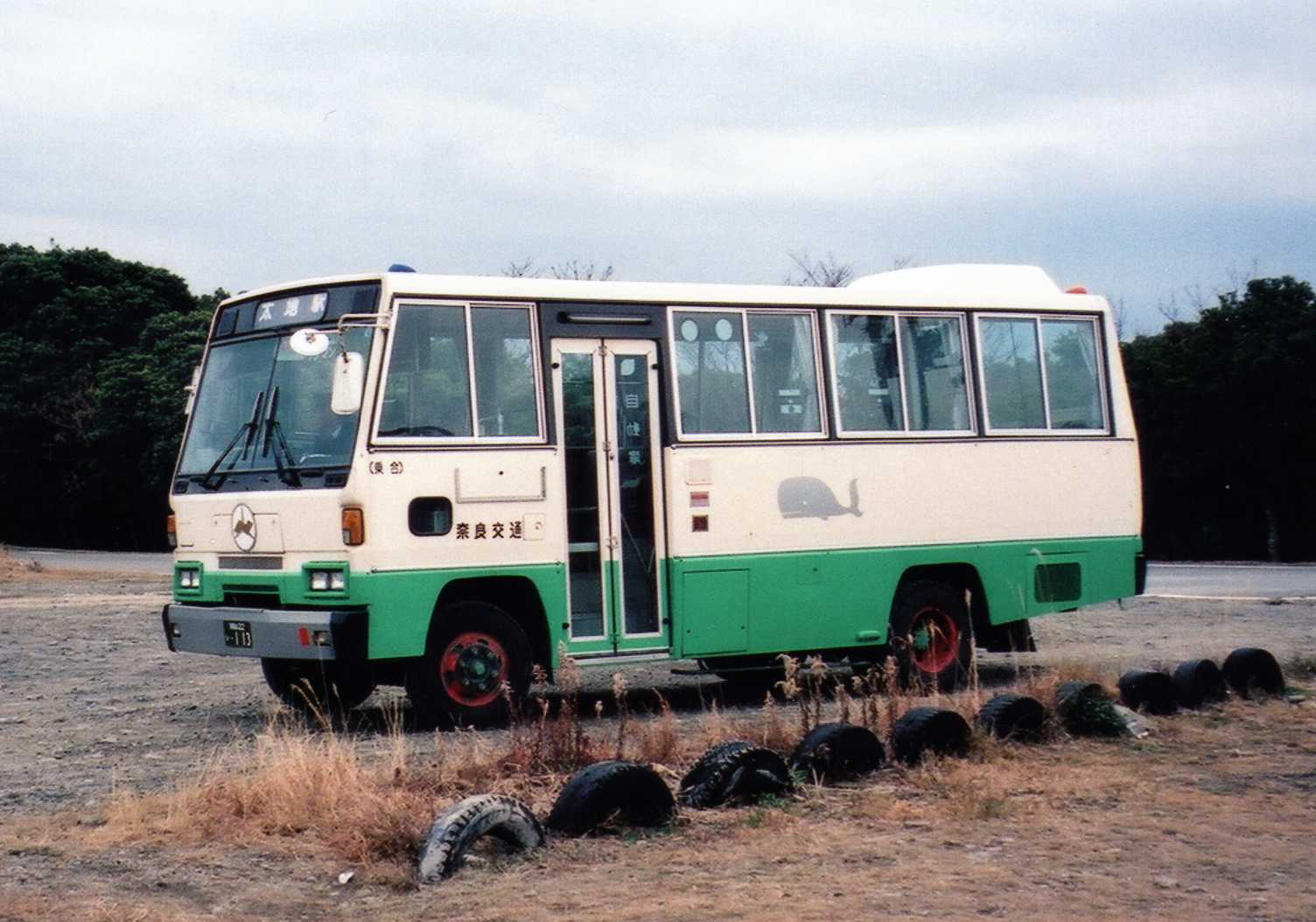
太地線専用車（2001年4月1日廃止）
奈良交通の鹿マークの代わりにくじらのマークが描かれていた。

奈良交通南紀営業所（ならこうつうなんきえいぎょうしょ）は、和歌山県新宮市神倉に所在した奈良交通のバス営業所である。2006年9月30日、葛城営業所へ統合される形で南紀営業所は閉鎖され、葛城営業所新宮車庫となった。
主に新宮駅を発着する路線を担当していた。モータリゼーションや過疎化の進展に伴い、担当路線の廃止や縮小が続いてきた。2006年10月の改正では、八木新宮線とほんのわずかに残った熊野線のみが担当となっていた。

## 沿革
- 1958年8月 - 地元有志と近畿日本鉄道が共同で設立した吉野熊野観光自動車が新宮、那智勝浦で貸切バス事業を開始[1]。
- 1963年3月1日 - 奈良交通が新宮営業所を開設。
- 1963年9月 - 吉野熊野観光自動車が太地で乗合バス事業を開始[1]。
- 1973年 - 同じく近鉄が資本参画している太地土地開発が吉野熊野観光自動車を合併し、南紀開発に改称[1]。
- 1988年4月1日 - 南紀開発がレジャー部門に特化するため、乗合バス・貸切バス事業を奈良交通に譲渡[2][1]。新宮営業所を南紀支社に改称。
- 2001年4月1日 - 太地線廃止に伴い、太地町町営じゅんかんバスが運行開始。運行業務の受託を開始。
- 2002年10月1日 - 南紀支社から南紀営業所に改称。
- 2006年9月30日 - 葛城営業所へ統合される形で南紀営業所は閉鎖、葛城営業所新宮車庫となる。

## 移管路線

### 熊野線
- 湯盛温泉杉の湯 - 池原
- 湯盛温泉杉の湯 - 池原 - 下桑原
  - 2006年10月1日、路線再編により下桑原発着が登場する。同日より吉野営業所へ移管。
  - 2012年10月1日、吉野営業所閉鎖に伴い、葛城営業所へ移管する。

全区間が自由乗降となっている。

### 太地町町営じゅんかんバス
- 太地駅 - 太地町内 - 太地駅

奈良交通太地線が撤退した後に、太地町が町内交通の利便性改善を目指して設定した路線。運行系統は7系統ある。

## 廃止・撤退路線

### 太地線
- 太地駅 - くじら館 - 町営グランド
- 太地駅 - くじら館 - 町営グランド - 梶取崎
  - 1988年4月1日、南紀開発より路線を引き継ぐ。
  - 2001年4月1日、全線廃止。代わりに太地町町営じゅんかんバスが運行開始、当営業所が運行を受託する。

太地線では、奈良交通の鹿マークの代わりに、太地町を表すくじらのマークが描かれた専用のマイクロバス（いすゞ・ジャーニーQ、P-MR112F）が1台で往復していた。検査時は他の路線車が入っていた。

### 熊野線
- 新宮駅 - 熊野市駅 - 池原
- 新宮駅 - 熊野市駅 - 池原 - 河合
- 湯盛温泉杉の湯 - 池原 - 上桑原
- 池原 - 上桑原 - 小井隧道口
  - 2006年10月1日、下桑原 - 湯盛温泉杉の湯、池原 - 湯盛温泉杉の湯の2系統を除き廃止。

新宮駅から熊野市駅など和歌山県・三重県の湾岸沿いを走り、大泊から内陸部に進路を変えて、奈良県下北山村へ運転される路線と、下北山村内を運行する2つの系統に分かれる。どちらも運行本数は非常に少なかった。新宮駅 - 大泊では、一部の区間を除き三重交通が並行して走っていた。